# 玉城橋
玉城橋（たまきばし）は、福島県西白河郡矢吹町と石川郡玉川村に跨る道路橋である。

## 概要
- 全長：99.2 m
- 幅員：6.0 m
- 竣工：1967年[1]

矢吹町と玉川村の町村境をなす一級水系阿武隈川を渡り、福島県道42号矢吹小野線を通す。西詰は矢吹町中沖、東川原に、玉川村小高字向川原、字淀ノ目を経て、東詰は玉川村小高字古川田に位置する。橋上は上下対向2車線で供用され、歩道は設置されておらず、車道外側線のみで路側帯もない。コンクリート製の親柱と焦げ茶色に塗装された欄干が設置されている。県道千五沢矢吹線の橋梁として建設され、橋名は東側の玉川村の「玉」と西側の矢吹町中沖の旧大字である三城目の「城」を繋げたものである。橋の直上流では右岸支流の泉郷川が阿武隈川へ合流し、玉城橋水位観測所が設置されている。
2019年（令和元年）10月12日から13日にかけ、令和元年東日本台風に伴う大雨により、阿武隈川流域にて発生した甚大な水害を受け計画された遊水地群の整備に伴う水没区間の道路付替えのため、現橋梁より上流側への架け替えが行われる計画である。新しい橋梁は全長135 m、幅員10.5 mの歩道の整備されたものとなる予定である。

## 沿革
- 1967年（昭和42年） - 県道千五沢矢吹線の橋梁として竣工する。
- 1993年（平成5年） - 県道千五沢矢吹線および周辺の県道が新たに主要地方道に指定され、県道矢吹小野線の橋梁となる。それに伴い橋の起終点が従来とは逆になる。
- 2028年度 - 新しい橋梁の供用開始予定。

## 周辺
- JR水郡線泉郷駅

## 隣の橋
- 阿武隈川

（上流） - 川の目橋 - うつくしま大橋 - 玉城橋 - 成竜橋 - 乙字大橋 - （下流）